# Richtgeschwindigkeit
Als Richtgeschwindigkeit bezeichnet man auf Straßen eine Geschwindigkeit, deren Einhaltung den Fahrzeugführern empfohlen wird.

## Allgemeines
In verschiedenen Ländern, so in Estland, Schweden oder Spanien, werden vor heiklen Abschnitten, Kurven oder Tunneln Richtgeschwindigkeitszeichen aufgestellt, die keinen Einfluss auf die jeweilige erlaubte Höchstgeschwindigkeit haben. Dabei handelt es sich um Abschnitte, an denen die Unfallgefahr erhöht ist oder der Führer eines Fahrzeuges die kommende Gefahr nicht im Voraus erkennen kann.
Solche Zeichen können begleitend oder anstelle anderer Gefahrenzeichen wie „Kurve“, „Unebene Fahrbahn“ oder an Kurven aufgestellten Richtungstafeln erfolgen. Das Ende eines solchen Abschnittes wird – nicht in allen Ländern – durch das Zeichen „Ende Richtgeschwindigkeit“ dargestellt.
Sofern die Empfehlung sich an Lastwagen oder an andere bestimmte Verkehrsteilnehmer richtet oder von bestimmten Wetterbedingungen abhängig ist, wird das durch ein Zusatzzeichen kenntlich gemacht.
In Form von Wechselverkehrszeichen bei dichtem Verkehr werden Richtgeschwindigkeiten beispielsweise auf Autobahnen in Großbritannien verwendet.
Für Neuseeland ist definiert, dass Richtgeschwindigkeitsschilder dann aufgestellt werden sollen, sobald die seitliche Beschleunigung über 0,22 g ist.
Andere Länder, so die deutschsprachigen Länder, führen gegenwärtig keine Richtgeschwindigkeit-Zeichen. Sofern die zulässige Geschwindigkeit nicht herabgesetzt wird, wird in diesen Ländern in Form anderer Gefahrenzeichen vor Gefahren gewarnt („Kurve“ usw.). Eine generelle Autobahn-Richtgeschwindigkeit, die nicht explizit signalisiert wird, kennt Deutschland (siehe unten). In Österreich existiert die Nebelwarntafel: „bei Nebel 60 km/h“, das allerdings kein Zeichen im Sinne der StVO ist.
Die Beschilderung ist nicht genormt, da das zugehörige Zeichen nicht im Wiener Übereinkommen über Straßenverkehrszeichen definiert wurde, insofern hier einige Beispiele gültiger Zeichen:

Australien
China
Dänemark
Finnland
Japan
Kanada (Quebec)
Niederlande
Neuseeland
Norwegen
Philippinen
Rumänien
Südkorea
Vereinigtes Königreich
USA (Beispiel, hier Kurve)

## Nationales

### Deutschland

Verkehrszeichen 393 StVO: Informationstafel an Grenzübergangsstellen mit Hinweis auf die Richtgeschwindigkeit von 130 km/h auf Autobahnen sowie den zulässigen Höchstgeschwindigkeiten inner- und außerorts (50 bzw. 100 km/h).

Die Autobahn-Richtgeschwindigkeits-Verordnung empfiehlt, beim Führen von Personenkraftwagen sowie von anderen Kraftfahrzeugen mit einem zulässigen Gesamtgewicht bis zu 3,5 t auf Autobahnen und auf bestimmten anderen Straßen außerhalb geschlossener Ortschaften auch bei günstigen Straßen-, Verkehrs-, Sicht- und Wetterverhältnissen nicht schneller als 130 km/h zu fahren (Autobahn-Richtgeschwindigkeit). Das gilt nicht, soweit nach der StVO oder nach deren Zeichen Höchstgeschwindigkeiten bestehen (§ 1 Autobahn-Richtgeschwindigkeits-V).
Die Richtgeschwindigkeit von maximal 130 km/h beinhaltet keine Empfehlung, eine Mindestgeschwindigkeit einzuhalten. Es wird lediglich empfohlen, nicht schneller als 130 km/h zu fahren. Die Überschreitung der Richtgeschwindigkeit ist keine Verkehrsordnungswidrigkeit, da die Autobahn-Richtgeschwindigkeits-Verordnung nicht auf § 24 StVG verweist. Bei einem Unfall kann jedoch eine höhere Mithaftung aufgrund einer erhöhten Betriebsgefahr angerechnet werden.
Die gefahrenen Geschwindigkeiten auf Autobahnabschnitten mit Richtgeschwindigkeit liegen dennoch häufig deutlich höher. Ein Beispiel von der A9 im Bereich Niemegk aus dem Jahr 2005 zeigt: „Im Schnitt fahren deutlich über 60 % der Verkehrsteilnehmer schneller als 130 km/h. Mehr als 30 % der Verkehrsteilnehmer fahren im Schnitt schneller als 150 km/h.“

#### Beschilderung
An einigen Autobahnen (z. B. A9 in Brandenburg) wird auf die Richtgeschwindigkeit von 130 km/h hingewiesen, obwohl dies eigentlich überflüssig ist, da die Richtgeschwindigkeit auch ohne Verkehrszeichen gilt. Angezeigt wird sie aber auf dem Verkehrszeichen 393 an der Grenze bei der Einreise nach Deutschland.
Mit den Verkehrszeichen 380 und 381 konnte für eine Strecke eine geringere Richtgeschwindigkeit als 130 km/h festgelegt werden. Am 1. April 2013 trat die Verordnung zur Neufassung der Straßenverkehrs-Ordnung in Kraft. Die Verkehrszeichen 380 und 381 wurden ersatzlos gestrichen, wobei zur Vermeidung einer sofortigen Umbeschilderung bereits aufgestellte Schilder bis zum 31. Oktober 2022 weiter gültig waren (§ 53 Abs. 2 Nr. 4 StVO).

#### Rechtsprechung zur Missachtung der Richtgeschwindigkeit
Ein Überschreiten der Richtgeschwindigkeit stellt weder eine Ordnungswidrigkeit noch eine Straftat dar. Jedoch kann sich durch das Überschreiten bei einem Unfall eine Mithaftung ergeben, wie die Rechtsprechung in verschiedenen Fällen festgestellt hat.
Wird ein Kraftfahrer, der die Richtgeschwindigkeit von 130 km/h überschritten hat, ohne eigenes Verschulden in einen Unfall verwickelt, so haftet er anteilig für den Unfallschaden, es sei denn, er weist nach, dass es auch bei einer Geschwindigkeit von 130 km/h zu dem Unfall mit vergleichbar schweren Folgen gekommen wäre.
Der Bundesgerichtshof stellte 1992 fest: „wer schneller als 130 km/h fährt, vergrößert in haftungsrelevanter Weise die Gefahr, daß sich ein anderer Verkehrsteilnehmer auf diese Fahrweise nicht einstellt, insbesondere die Geschwindigkeit unterschätzt.“
Aus einem Urteil des Oberlandesgerichts Nürnberg geht hervor, dass selbst wenn es sich beim zu schnell Fahrenden um das Unfallopfer handelt, eine Mithaftung hieraus resultieren kann. Das heißt, dass auch bei alleinigem Verschulden des Unfallgegners, etwa wenn dieser nach einer Autobahnauffahrt sofort auf die linke Spur gewechselt hat, der Geschädigte einen Teil des Schadens selber tragen muss.
Ein Fahrzeugführer, der auf einer Autobahn mit seinem Pkw – insbesondere bei Dunkelheit – die Richtgeschwindigkeit von 130 km/h mit 200 km/h um über 50 % und damit massiv überschreitet, trägt bei einem Unfall – auch bei einem schwerwiegenden Verkehrsverstoß des Unfallgegners – eine Mithaftung. Die Richter begründeten ihr Urteil damit, dass die Richtgeschwindigkeit gerade dafür empfohlen worden ist, Gefahren herabzusetzen, die vom Betrieb eines Kraftfahrzeugs mit hoher Geschwindigkeit erfahrungsgemäß ausgehen. Wer hingegen, zumal wie vorliegend bei Dunkelheit, die Richtgeschwindigkeit in massiver Art und Weise ignoriert, führt zugunsten seines eigenen schnellen Fortkommens den gegebenen Unfallvermeidungsspielraum nahezu gegen Null zurück. Eine Geschwindigkeit im Bereich von 200 km/h ermöglicht es in der Regel nicht mehr, Unwägbarkeiten in der Entwicklung einer regelmäßig durch das Handeln mehrerer Verkehrsteilnehmer geprägten Verkehrssituation rechtzeitig zu erkennen und sich darauf einzustellen.

### Schweiz

Verkehrssignal Richtgeschwindigkeit

Eine Richtgeschwindigkeit wurde in der Schweiz auf den Frühling 1965 versuchsweise eingeführt. Dabei legte der Bund Richtgeschwindigkeiten für drei Autobahn- und einen Autostrassenteilabschnitt fest. Die Richtgeschwindigkeit ist dabei der Bereich der angemessenen Geschwindigkeit. Sie soll nicht überschritten werden, aber auch ohne Grund nicht unterschritten werden. Eine Richtgeschwindigkeitstafel wurde alle 3 bis 5 km aufgestellt. 1966 wurde die Richtgeschwindigkeit definitiv eingeführt, allerdings wurde die in der Verfügung von 1965 noch enthaltene Bestimmung «Der Fahrer ist strafbar wenn er durch Abweichung von der Richtgeschwindigkeit den Verkehr gefährdet oder behindert.» fallengelassen.
Folgende Abschnitte wurden vom Bund 1965 bzw. 1966 festgelegt:
| Abschnitt                              | Richtgeschwindigkeit 1965                                                             | Richtgeschwindigkeit 1966                                                             |
| -------------------------------------- | ------------------------------------------------------------------------------------- | ------------------------------------------------------------------------------------- |
| Autobahn Lausanne–Genf                 | 80–100 km/h (Ortsgebiet von Morges) 80–120 km/h (restliche Strecke)                   | 80–120 km/h                                                                           |
| Autobahn Bern–Oensingen                | Je nach Abschnitt: 60–100 km/h 70–100 km/h 80–120 km/h                                | 70–110 km/h (Anstieg auf Grauholzhöhe, beide Richtungen) 80–120 km/h (übrige Strecke) |
| Autobahn Luzern–Hergiswil              | 60–80 km/h (Einfahrt Ennethorw in Richtung Hergiswil) 60–100 km/h (restliche Strecke) | 70–100 km/h                                                                           |
| Autostrasse Heiligkreuz/Chur–Reichenau | 70–110 km/h                                                                           | 80–120 km/h                                                                           |

In der Praxis soll die Richtgeschwindigkeit keinen Erfolg gehabt haben. Richtgeschwindigkeiten, «selbst solche von 120 km/h werden sogar bei starken Regenfällen überschritten». Mit der Ölkrise und der allgemeinen Einführung von Höchstgeschwindigkeiten ausserorts und auf Autobahnen wurde der Versuch 1973 beendet.